# Porta Balkanica
Časopis Porta Balkanica s podtitulem Časopis věnovaný zemím Balkánu a jihovýchodní Evropy je jediný[zdroj⁠?!] balkanistický časopis v České republice a na Slovensku.

## Zaměření
Porta Balkanica se věnuje dvanácti zemím: Slovinsku, Chorvatsku, Bosně a Hercegovině, Srbsku, Černé Hoře, Kosovu, Albánii, Severní Makedonii, Řecku, Bulharsku, Rumunsku a Turecku. Přináší odborné články v celém spektru humanitních věd (filologie, historie, politologie, etnologie, literární věda, lingvistika, religionistika, sociologie, hudební a filmová věda), z jejichž poznatků těží balkanistika jako interdisciplinární věda. Stejně tak je ale v časopisu vyhrazen i jistý prostor pro reportáže, překlady beletrie, recenze, eseje a také přehled nově vydaných publikací a souhrn dění na Balkáně za uplynulé období.

## Historie
Vydavatelem časopisu Porta Balkanica je stejnojmenné občanské sdružení se sídlem v Brně. Iniciativa založení časopisu vzešla z prostředí studentů, absolventů a některých pedagogů balkanistiky a jihoslovanských filologií na Filozofické fakultě Masarykovy univerzity. První číslo časopisu vyšlo v prosinci 2009, od roku 2011 procházejí všechny původní vědecké články nezávislým recenzním řízením. 

## Cíle
Porta Balkanica si klade za cíl přispět k racionálnímu a kritickému myšlení o Balkánu a jihovýchodní Evropě. Směřuje k hledání vzájemných vztahů mezi jednotlivými národy a především o dialog odborníků, kteří se jimi zabývají. V roce 2014 byl časopis zařazen na Seznam recenzovaných neimpaktovaných periodik v ČR.[zdroj⁠?!]

## Složení mezinárodní redakční rady
Předsedou mezinárodní redakční rady časopisu Porta Balkanica je od roku 2010 český balkanista doc. PhDr. Václav Štěpánek, Ph.D. (Masarykova univerzita, Brno). Dalšími členy rady jsou Ao. Univ.-Prof. Dr. Gero Fischer (Institut für Slawistik, Universität Wien – Rakousko), PhDr. Ján Jankovič, CSc. (Ústav svetovej literatúry Slovenskej akadémie vied, Bratislava – Slovensko), dr. Lindita Rugova (Fakulteti i Filologjisë, Universiteti i Prishtinës, Prishtina – Kosovo), prof. PhDr. Jan Rychlík, DrSc. (Ústav českých dějin, Filozofická fakulta Univerzity Karlovy, Praha – ČR) a dr. Slobodan Selinić (Institut za noviju istoriju Srbije, Beograd – Srbsko).